# Victoriano de Santos Troya
Victoriano de Santos Troya (La Torre de Esteban Hambrán, 5 de maig de 1906 - Madrid, 26 de febrer de 1943) fou un futbolista espanyol de la dècada de 1930.

## Trajectòria
Era un mig ala dret que destacà principalment a l'Atlètic de Madrid, club on havia jugat durant cinc temporades, entre 1928 i 1933. L'any 1933 fitxà pel FC Barcelona, on realitzà una bona temporada com a titular de l'equip. No obstant el seu bon paper, acabada la temporada deixà el club i fitxà pel València CF, on jugà dues temporades. Acabada la guerra, encara jugà una temporada al Granada CF.
El 2 d'abril de 1933 va jugar un partit en profit dels hospitals de Barcelona amb la selecció nacional de Catalunya, que l'enfrontà al Club Atlético de Madrid (2-0).
La temporada 1941-42 fitxà pel Sevilla FC com a entrenador, però a les acaballes de la mateixa va emmalaltir, essent substituït a la banqueta per Pepe Brand. El febrer de 1943 va morir.